# Іоанніс Самарас
Іоа́нніс Самара́с (грец. Ἰωάννης Σαμαράς; народився 3 травня 1961; Мельбурн, Вікторія, Австралія) — грецький футболіст австралійського походження, півзахисник. Самарас захищав кольори національної збірної Греції, у складі якої провів 16 матчів і відзначився одним голом. Виступав за команди «Візас», «Панатінаїкос» та ОФІ.
Самарас народився у Мельбурні, Австралія у грецькій сім'ї. Його батько, Йоргос Самарас, був одним із засновників австралійського футбольного клубу «Південний Мельбурн». Сім'я Самарасів переїхала до Греції, коли Іоаннісу було 13 років.
Свою футбольну кар'єру Самарас розпочав у 1980 році у клубі «Візас». Після 4 проведених сезонів за команду, на півзахисника звернули увагу скаути більш титулованих грецьких клубів. У 1984 році Самараса підписала команда Альфа Етнікі ОФІ з острова Крит. За ОФІ Самарас зіграв 114 матчів і забив 27 голів. У січні 1989 року футболіст підписав контракт із «Панатінаїкос». У 1991 році Самарас повернувся до ОФІ і в період з 1991 по 1996 рік зіграв 103 матчі, в якиї забив 3 голи. У тому ж році він вирішив закінчити кар'єру гравця.
Син Іоанніса, Йоргос Самарас, також став футболістом і наразі захищає кольори «Селтіка» і національної збірної Греції.

## Статистика
| Сезон   | Клуб         | Країна | Ліга         | Матчі | Голи |
| ------- | ------------ | ------ | ------------ | ----- | ---- |
| 1980—81 | Візас        | Греція | —            | —     | —    |
| 1981—82 | Візас        | Греція | —            | —     | —    |
| 1982—83 | Візас        | Греція | —            | —     | —    |
| 1983—84 | Візас        | Греція | —            | —     | —    |
| 1984—85 | ОФІ          | Греція | Альфа Етнікі | 26    | 2    |
| 1985—86 | ОФІ          | Греція | Альфа Етнікі | 29    | 8    |
| 1986—87 | ОФІ          | Греція | Альфа Етнікі | 24    | 4    |
| 1987—88 | ОФІ          | Греція | Альфа Етнікі | 24    | 10   |
| 1988—89 | ОФІ          | Греція | Альфа Етнікі | 11    | 3    |
| 1988—89 | Панатінаїкос | Греція | Альфа Етнікі | 15    | 7    |
| 1989—90 | Панатінаїкос | Греція | Альфа Етнікі | 26    | 7    |
| 1990—91 | Панатінаїкос | Греція | Альфа Етнікі | 7     | 1    |
| 1991—92 | ОФІ          | Греція | Альфа Етнікі | 11    | 3    |
| 1992—93 | ОФІ          | Греція | Альфа Етнікі | 24    | 2    |
| 1993—94 | ОФІ          | Греція | Альфа Етнікі | 23    | 1    |
| 1994—95 | ОФІ          | Греція | Альфа Етнікі | 22    | 0    |
| 1995—96 | ОФІ          | Греція | Альфа Етнікі | 23    | 0    |

## Нагороди та досягнення
- ОФІ
  - Кубок Греції (1): 1986—1987
- «Панатінаїкос»
  - Альфа Етнікі (2): 1989—1990, 1990—1991
  - Кубок Греції (2): 1988—1989, 1990—1991